# Drombár

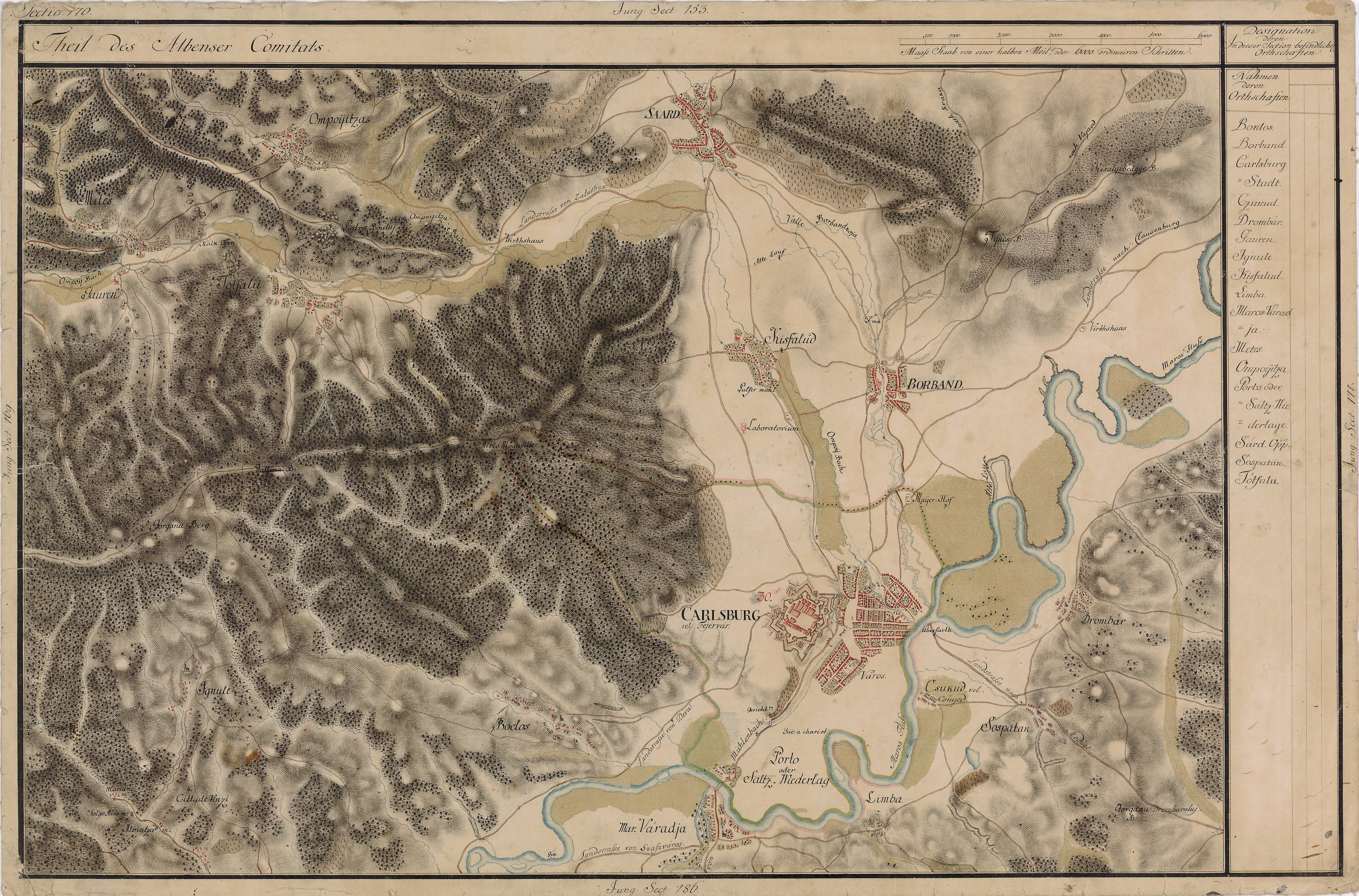
Drombár környéke 1769-1773 között

Drombár, 1911 és 1918 között Dombár (románul: Drâmbar, németül: Drimbard vagy Brunndorf) falu Romániában, Erdélyben, Fehér megyében.

## Fekvése
Gyulafehérvártól öt kilométerre keletre, a Maros jobb partján fekszik.

## Története
1299-ben Dorumbar, 1332-ben Dumbar, 1333-ban Drumbar, 1520-ban Drombar néven írták. Első említésekor püspöki birtok volt és később is a gyulafehérvári püspökség uradalmához tartozott. 1332-ben plébánosát említették, tehát valószínűleg magyarok vagy szászok lakták. 1600–03-ban elpusztult. Az 1710-es években Mártonffy György szerezte vissza a gyulafehérvári püspökségnek az elzálogosított falut. 1733-ban 66 család, 1761-ben 81 ortodox és 2 görögkatolikus család lakta. 1831-ben mindkét felekezetnek temploma volt.
Fehér, később Alsófehér vármegyéhez tartozott. 1945 után kivált belőle Teleac (Újdrombár, Újcsongvaitelek).
1850-ben 826 lakosából 803 volt román és 23 cigány nemzetiségű; 473 ortodox és 353 görögkatolikus vallású.
2002-ben 384 román nemzetiségű lakosából 376 főt ortodox, ötöt római, kettőt pedig görögkatolikus vallásúként írtak össze.

## Nevezetességei
- Szent Joachim és Szent Anna tiszteletére épült ortodox fatemplomát először 1761-ben említették. 1878-ig a település északi részén állt, akkor költöztették mai helyére. Festése 1892-ből való.

## Híres emberek
- Itt született 1921-ben Nicolae Giosan genetikus, kommunista funkcionárius, 1974 és 1989 között a Nagy Nemzetgyűlés elnöke.